# Naya Rivera
Naya Marie Rivera (* 12. Januar 1987 in Valencia, Santa Clarita, Kalifornien; † 8. Juli 2020 im Lake Piru, Ventura County, Kalifornien) war eine US-amerikanische Schauspielerin, Sängerin und Model. Breitere Bekanntheit erlangte sie durch ihre Rolle der Santana Lopez, die sie in der Fernsehserie Glee verkörperte.

## Leben
Rivera beschrieb sich als halbe Puerto-Ricanerin, zu einem Viertel Deutsche und zu einem Viertel Afroamerikanerin. Ihre Mutter benannte sie nach einer Meerjungfrau aus der US-Fernsehserie Fantasy Island. Riveras jüngerer Bruder Mychal Rivera war Footballprofi in der NFL, eine jüngere Schwester ist als Model tätig. Ihre Mutter war Model und Schauspielerin. Schon in jungen Jahren begann Rivera ihre Karriere im Show-Business. Von da an modelte sie unter anderem für K-Mart und spielte in Musikvideos für verschiedene Künstler mit; sie trat auch regelmäßig in US-Fernsehserien auf. Ihren Durchbruch erzielte Rivera in den USA sowie in Deutschland mit der Fernsehserie Glee, in der sie die lesbische Cheerleaderin Santana Lopez spielte.
Rivera ist im Muse-Cover Supermassive Black Hole (2012) von den 2Cellos zu hören. 2013 veröffentlichte sie ihre erste Single, Sorry featuring Big Sean, mit dem sie bis April 2014 liiert war.
2014 heiratete Rivera Ryan Dorsey in Cabo San Lucas, Mexiko. 2015 kam ihr gemeinsamer Sohn auf die Welt. Am 25. November 2017 wurde Rivera von der Polizei in West Virginia festgenommen. Ihr wurde häusliche Gewalt vorgeworfen. Sie soll ihren Ehemann körperlich angegriffen haben. Nach einer Vernehmung und der Zahlung einer Kaution wurde sie wieder auf freien Fuß gesetzt. Im Januar 2018 wurde die Anzeige von Ryan Dorsey offiziell zurückgezogen. Im Juni 2018 wurde das Ehepaar geschieden.
Ab dem 8. Juli 2020 galt Rivera nach einem Bootsausflug mit ihrem vierjährigen Sohn auf dem Stausee Lake Piru im Los Padres National Forest in Kalifornien als vermisst. Ihr Sohn wurde alleine auf dem Boot aufgefunden. Ermittlern zufolge erzählte er, seine Mutter sei ins Wasser gesprungen, aber nicht wieder aufgetaucht. Eine eingeleitete Suchaktion verlief zunächst ohne Ergebnis. Die Behörden gingen ab dem 9. Juli 2020 vom Tod Naya Riveras aus. Am 13. Juli 2020 wurde der Tod offiziell bestätigt, nachdem ihr Leichnam gefunden worden war. Bei der ersten Untersuchung des Leichnams konnte Ertrinken als Todesursache festgestellt werden. Sie wurde 33 Jahre alt.
Rivera wurde am 24. Juli 2020 im Forest Lawn Memorial Park in den Hollywood Hills, Hollywood, beigesetzt, einem Friedhof, der als letzte Ruhestätte von zahlreichen Persönlichkeiten aus der Unterhaltungsindustrie bekannt ist. Bei der Zeremonie waren neben der Familie und engen Freunden Riveras auch einige Mitglieder der Glee-Besetzung anwesend.

## Filmografie (Auswahl)
- 1991–1992: Die verrückten Royals (The Royal Family, Fernsehserie, 15 Episoden)
- 1993: Der Prinz von Bel-Air (The Fresh Prince of Bel-Air, Fernsehserie, Episode 3x16)
- 1992–1993: Alle unter einem Dach (Family Matters, Fernsehserie, drei Episoden)
- 1995: Live Shot (Fernsehserie, Episode 1x02)
- 1996: Baywatch – Die Rettungsschwimmer von Malibu (Baywatch, Fernsehserie, Episode 7x05)
- 1997–1999: Smart Guy (Fernsehserie, zwei Episoden)
- 2002: House Blend (Fernsehfilm)
- 2002: Eben ein Stevens (Even Stevens, Fernsehserie, Episode 3x09)
- 2002: Meister der Verwandlung (The Master of Disguise)
- 2002–2006: The Bernie Mac Show (Fernsehserie, sechs Episoden)
- 2004: Meine wilden Töchter (8 Simple Rules, Fernsehserie, Episode 3x06)
- 2008: Girlfriends (Fernsehserie, eine Episode)
- 2008: CSI: Miami (Fernsehserie, Episode 7x09)
- 2009–2015: Glee (Fernsehserie, 99 Episoden)
- 2011: Glee on Tour – Der 3D Film (Glee: The 3D Concert Movie)
- 2014: At the Devil’s Door
- 2015: Devious Maids – Schmutzige Geheimnisse (Devious Maids, Fernsehserie, vier Episoden)
- 2016: American Dad (Zeichentrickserie, Sprechrolle in Episode 12x11)
- 2017: Mad Families
- 2017: RuPaul’s Drag Race (Fernsehshow, eine Episode)
- 2018–2019: Step Up – High Water (Fernsehserie, 20 Episoden)
- 2020: Sugar Rush (Fernsehshow, eine Episode)
- 2021: Batman: The Long Halloween Part 1 and 2 (Sprechrolle)

## Auszeichnungen und Nominierungen
Nominierungen

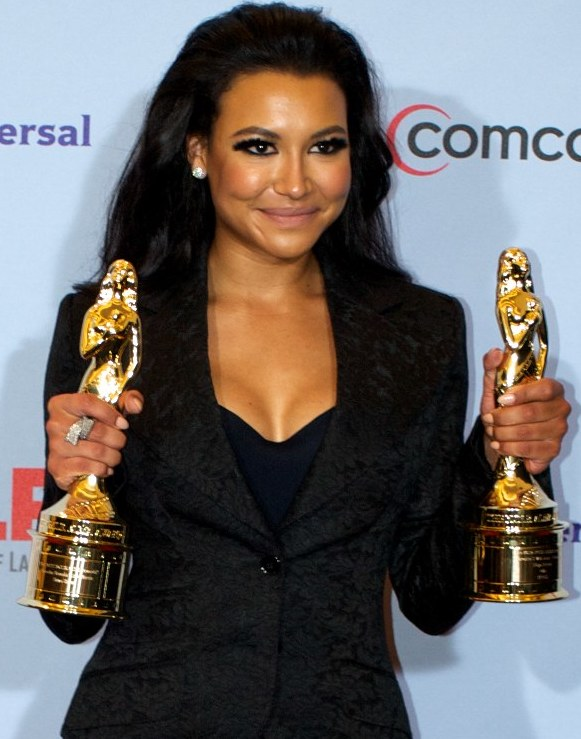
Naya Rivera bei den Alma Awards 2012

- 1992: Young Artist Award – Beste Darstellung in einer Fernsehserie – Schauspieler bis 10 Jahre oder jünger für Die verrückten Royals
- 2010: Imagen Award – Beste Darstellung in einer Fernsehserie – Nebendarstellerin für Glee
- 2011: ALMA Award – Beste Darstellung in einer Fernsehserie – Nebendarstellerin für Glee

Auszeichnungen
- 2010: Screen Actors Guild Award – Bestes Schauspielensemble – Komödie für Glee
- 2011: ALMA Award – Beste Sängerin
- 2012: ALMA Award – Beste Sängerin
- 2012: ALMA Award – Beste Darstellung in einer Fernsehserie – Hauptdarstellerin für Glee
- 2014: People’s Choice Awards – Favorite TV Gal Pals für Glee (mit Lea Michele)